# Richard Reymann

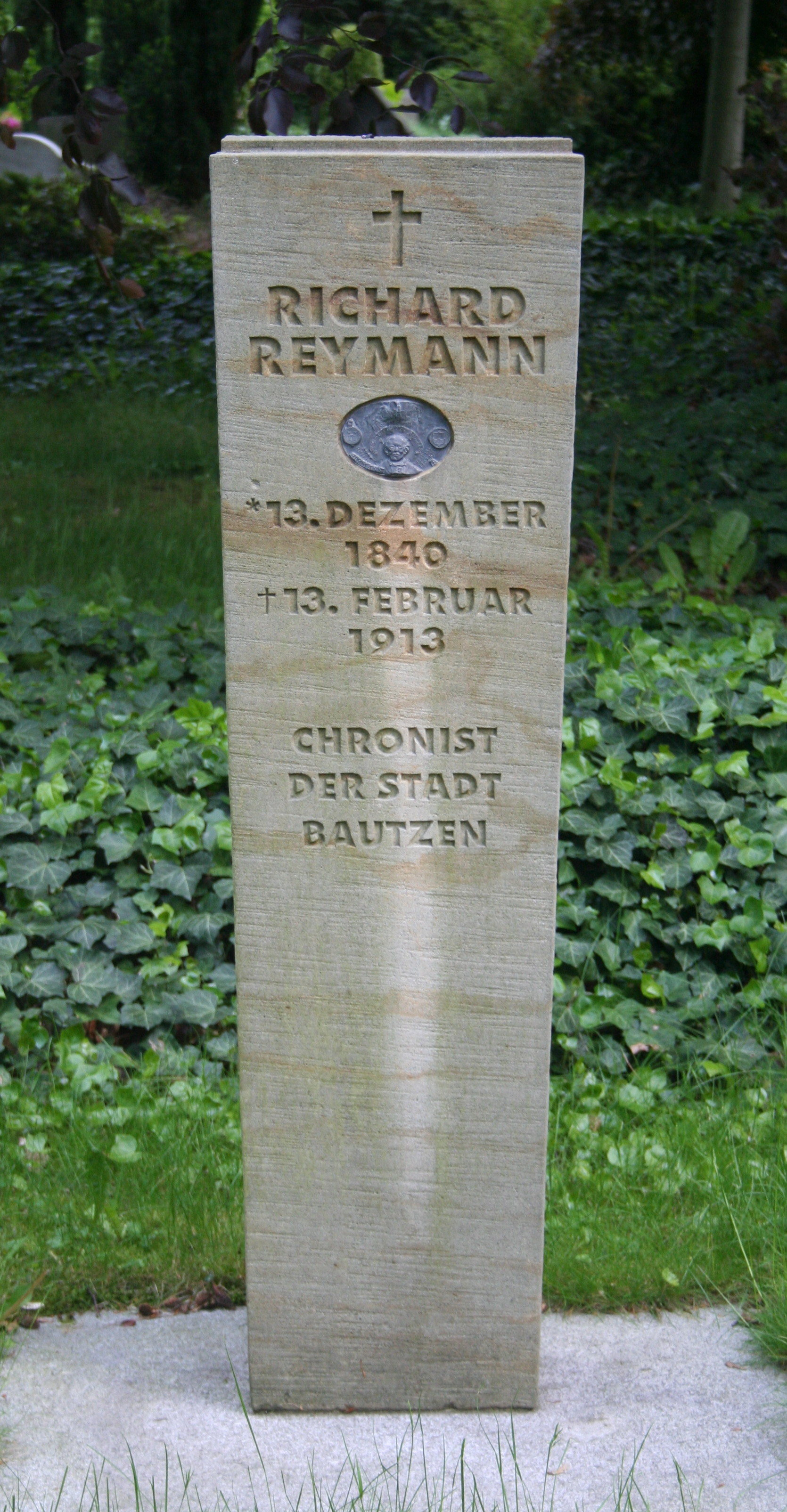
Gedenkstein auf dem Taucherfriedhof (2002)

Friedrich Wilhelm Richard Reymann (* 13. Dezember 1840 in Budissin (heute Bautzen); † 13. Februar 1913 ebenda) war ein deutscher Nagelschmied, Autodidakt und Stadtgeschichtsschreiber. 1902 erschien sein Buch Geschichte der Stadt Bautzen, das auch heutzutage noch eine wichtige Quelle zur Stadtgeschichte darstellt.

## Leben
Richard Reymann wurde als jüngstes von elf Kindern 1840 in Bautzen, Fleischergasse 23 geboren. Sein Vater war Johann Immanuel Reymann (1796–1871), Oberältester der Nagelschmiede-Innung. Nach dem Tod der Mutter Christiane Henriette (geb. Meyer, * 1800) am 3. Mai 1845, heiratete der Vater im Oktober desselben Jahres Henriette Christiane geb. Müller, Tochter eines Stabschmiedes am Eisenhüttenwerk in Creba. Aus dieser Ehe gingen weitere sieben Kinder hervor.

## Ausbildung und Beruf
Reymann besuchte von 1847 bis 1855 die Waisenhausschule in Bautzen. Er unterzog sich 1855 einer Aufnahmeprüfung am Bautzner Lehrerseminar. Trotz bestandener Prüfung wurde er auf Grund seiner Kurzsichtigkeit nicht in das Seminar aufgenommen. Als auch der Berufswunsch Kopist scheiterte, stieg er schließlich in das väterliche Gewerbe ein.
Richard Reymann wurde 1856 als letzter Lehrling in der Bautzener Nagelschmiedeinnung aufgenommen. Nach dem Tode des Vaters 1871 gab er als letzter seiner Zunft in Bautzen das Nagelschmiedehandwerk auf. Seinen Lebensunterhalt verdiente er nun unter anderem als Zigarrenwickler und als Krankenpfleger. Später führte er mit seiner Gattin ein Schnittwarengeschäft.
Als 1893 der Rat der Stadt Bautzen die Stelle des Verwalters der städtischen Zollniederlage auf dem Privatgüterbahnhof ausschrieb, bewarb Reymann sich erfolgreich. Er übte diese Tätigkeit bis zu seinem Tode aus.

## Werk

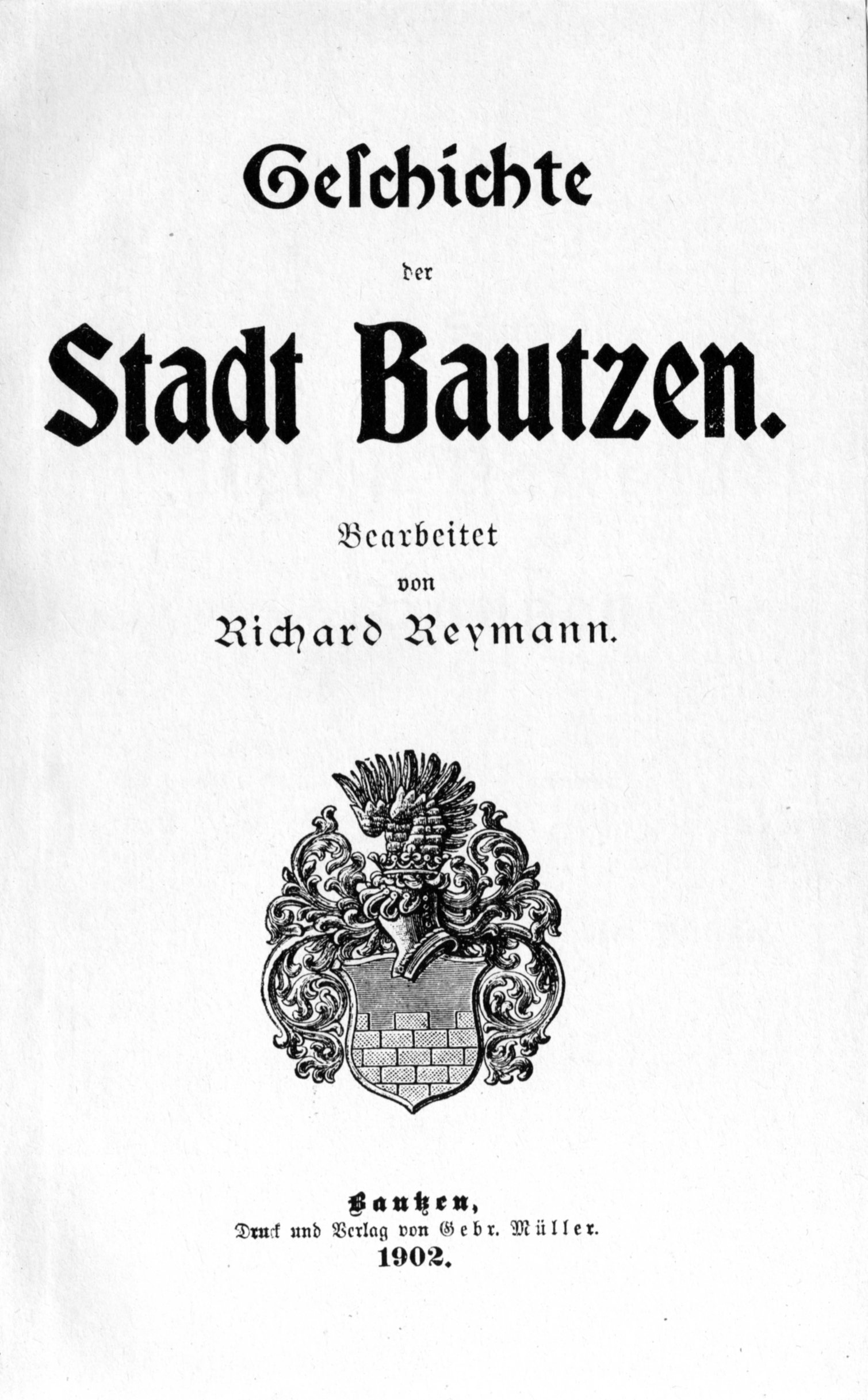

Richard Reymann, dessen heimatgeschichtliches Interesse schon während seiner Schulzeit geweckt wurde, beschäftigte sich lebenslang mit dem Studium der Bautzener Ratsakten und der alten handschriftlichen Chroniken. Oft saß er bis in die Nacht hinein und fertigte Auszüge für seine Stadtgeschichte an. 1902 konnte er sein Lebenswerk zur Geschichte der Stadt Bautzen abschließen. Er selber besorgte die Herausgabe des Buches, das noch im selben Jahr erschien.
Als Reymann seine Chronik 1902 der damaligen Gesellschaft für Anthropologie und Urgeschichte vorlegte, fand sie wenig Anerkennung. So wurden die meist fehlenden Quellenangaben beanstandet. Von der Kritik war Reymann schmerzlich enttäuscht.

## Familie und Privatleben
Richard Reymann heiratete am 27. Dezember 1863 Ernestine Wilhelmine geb. Schütze († 1929).
Das Paar hatte vier Kinder: 
- Friedrich Wilhelm Richard (* 27. Februar 1863),
- die Zwillinge Heinrich Otto und Karl Bernhard (* 26. Mai 1865; Karl Bernhard verstarb noch im selben Jahr) und
- Clara Selma (* 14. November 1866).

Richard Reymann war ein Einzelgänger. Zu seinem kleinen Freundeskreis zählten Persönlichkeiten wie die Heimat- und Familiengeschichtsforscher Glasermeister Richard Wilhelm, dessen ebenfalls stadtgeschichtlich publizierender Verwandter Felix Wilhelm sowie der Buchhändler und Begründer der Bautzener Altertumssammlung Oskar Roesger.
Richard Reymann verstarb 1913 im Alter von 72 Jahren infolge eines chronischen Asthmaleidens. Beigesetzt wurde er auf dem historischen Teil des Taucherfriedhofes, nahe seinem 1910 verstorbenen Freund Oskar Roesger. Reymanns Grabdenkmal ist nicht mehr vorhanden, an seine Stelle erinnert ein im Jahr 2002 durch die Stadt Bautzen und ihre Bürger aufgestellter Gedenkstein.
1935 benannte die Stadtverwaltung den Weg vom Mühltor zum Burghof nach Reymann.

## Veröffentlichungen
- Geschichte der Stadt Bautzen. Verlag von Gebr. Müller, Bautzen 1902, urn:nbn:de:bsz:14-db-id18885118185.